# 克里木
克里木（1940年6月12日—2020年3月3日），中国新疆吐鲁番人，维吾尔族，男高音歌唱家、舞蹈家，影视演员。

## 生平
克里木毕业于解放军艺术学院，中国共产主义青年团团员、中国共产党党员、中国人民解放军总政治部歌舞团国家一级演员。文职三级，总政歌舞团维吾尔族表演艺术家，享受正军级待遇。是第八届、九届、十届全国政协委员。
2020年3月3日凌晨0時30分，克里木因心衰竭去世，享年79岁。